# Agrostis subulifolia
Agrostis subulifolia é uma espécie de gramínea do gênero Agrostis, pertencente à família Poaceae.